# Jean-Georges Gäyelin
Jean-Georges Gäyelin, né à Mulhouse en 1812 et mort à Rixheim en 1889, est un auteur de théâtre alsacien.

## Biographie
Jean-Georges Gäyelin est un auteur alsacien né le 23 mai 1812 à Mulhouse. Son père était boulanger. Lui-même a fait six ans d'études commerciales. Il a habité d'abord Soultzmatt, puis le Logelbach près de Colmar, puis Lautenbach où il était comptable, dans le Florival, et enfin Rixheim chez son fils. 
Il a publié plusieurs comédies musicales qui font de lui un des auteurs importants du théâtre alsacien du XIXe siècle. Ses textes sont écrits en alsacien comme en allemand littéraire, ce qui a aussi permis leur publication en Allemagne. La guerre de 1870 viendra cependant compromettre sa notoriété croissante.
Il est mort le 30 janvier 1889 à Rixheim.

## Œuvres
- Der Ordnungstifter oder der neue Wirrwarr 1872. Comédie musicale en trois actes. Un monsieur qui veut tout régenter chez lui, se trouve joué par tout le monde.
- Hans Dampf oder Wer heirathet Sie ? 1872. Opéra comique en deux actes. Publié sous anagramme de A.Ilgeney. Un drame historique et romantique plein de rebondissements.
- Musestundent im Blumenthale 1882. Recueil de poésies
- Lebensregeln fûr Jünglinge und Handelsvorschriften 1884.
- Milhäuser Monetblätter 1879. Opérette en quatre actes.

## Référence
- Jean-Marie Gall, Le théâtre populaire alsacien au XIXe siècle, Istra, Strasbourg, 1973, 208 p.